# Carel Eliza van der Sande Lacoste

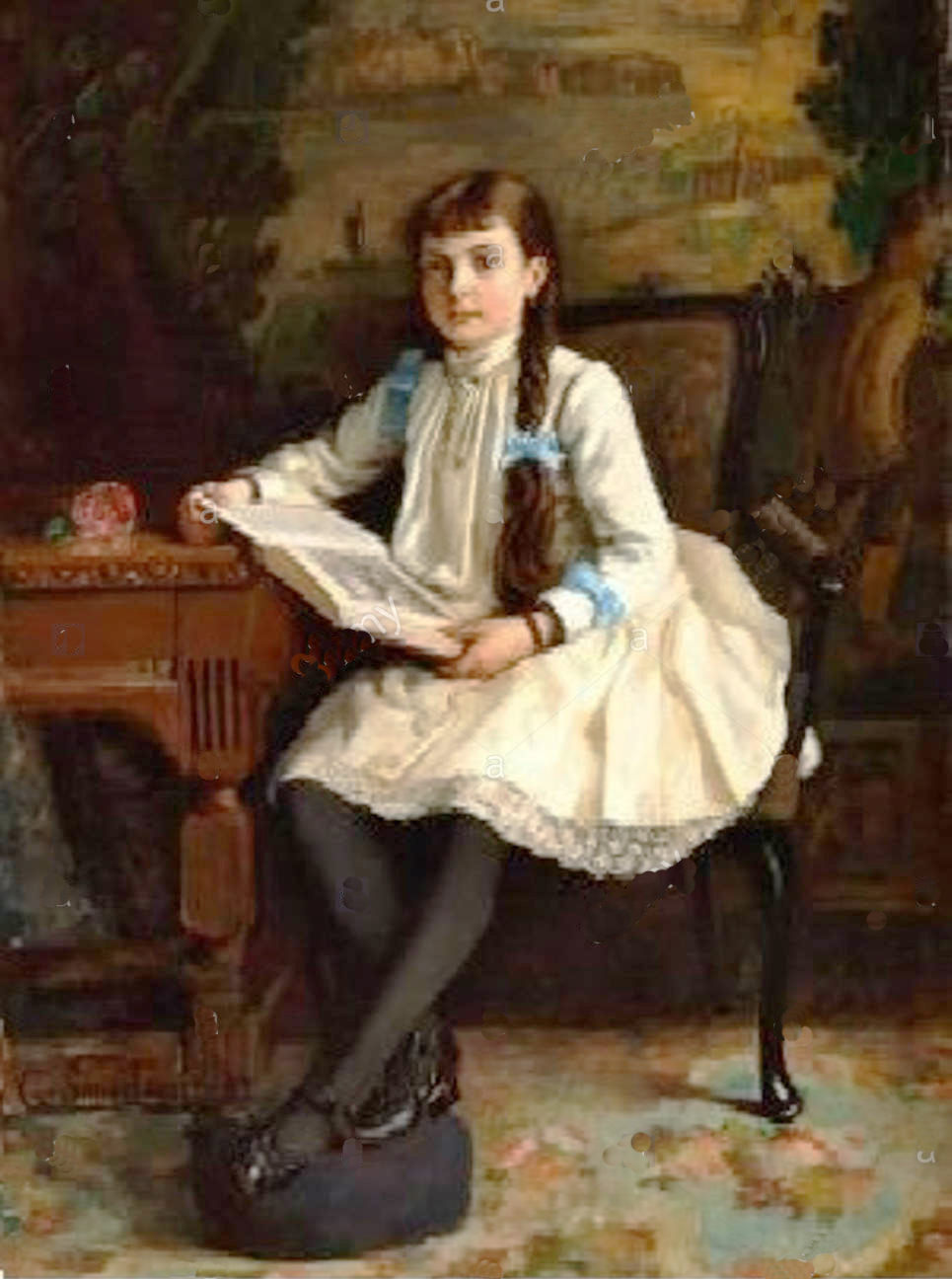
Mädchen in einem weißen Kleid

Carel Eliza van der Sande Lacoste (* 26. August 1860 in Dordrecht; † 30. September 1894 ebenda) war ein niederländischer Porträtmaler und Zeichner.
Lacoste war der Sohn von Carel Eliza van der Sande Lacoste und Antoinetta Philippina de Jongh. 
Er studierte an der Rijksakademie van beeldende kunsten in Amsterdam, u. a. bei August Allebé, und später an der École nationale supérieure des beaux-arts de Paris. 
Er schuf hauptsächlich Porträts, aber auch Landschaften und Interieurs. 
Er war Mitglied und später auch Vorstandsmitglied der Teekengenootschap „Pictura“ in Dordrecht.
Lacoste erkrankte an Tuberkulose, kam zum Kuraufenthalt nach Davos, kehrte dann nach Dordrecht zurück, wo er im Alter von 34 Jahren starb.